# شام‌بیات (بسنی)
شام‌بیات (به ترکی استانبولی: Şambayat) یک منطقهٔ مسکونی در ترکیه است که در بسنی واقع شده‌است.